# Серапетрона
Серапетро̀на (на италиански: Serrapetrona, на местен диалект la Sèrra, ла Сера) е село и община в Централна Италия, провинция Мачерата, регион Марке. Разположено е на 474 m надморска височина. Населението на общината е 1012 души (към 2011 г.).